# Won nord-coréen
 (novembre 2017).
Le Won nord-coréen (prononcé en Coréen : /wʌn/ ; symbole : ₩ ; code ISO 4217 : KPW ; en chosŏn'gŭl : 원) est la monnaie de la Corée du Nord depuis 1945. Un Won est divisé en 100 chon (en chosŏn'gŭl : 전).

## Étymologie
Le Won est de la même origine que le Yuan chinois et le Yen japonais. Ces trois noms de monnaie dérivent du sinogramme 圓 (원) qui signifie « rond ».

## Historique
Le Won est devenu la monnaie officielle de la Corée du Nord le 6 décembre 1947, remplaçant le Yen coréen qui était encore en circulation. En 1959, le taux de change était fixé à 100 Yens pour 1 Won nord-coréen.
Le Won nord-coréen est exclusivement destiné aux citoyens nord-coréens. La « Bank of Trade » a créé deux autres devises, l'une pour les échanges avec l'étranger, l'autre pour les visiteurs (pratique courante dans les pays socialistes). La Corée du Nord a émis deux variétés de devises destinées à l'usage des étrangers : celle pour les visiteurs provenant de « pays socialistes », qui était de couleur rouge, surnommée « won rouge », et une autre pour les visiteurs provenant de « pays capitalistes », qui était de couleur bleu-vert, appelée « won bleu ». Ces devises ont été utilisées jusqu'en 1999, puis officiellement abolies en 2002, permettant aux visiteurs de payer directement avec leurs devises nationales.
Depuis 2012, les étrangers (et quelques locaux privilégiés) peuvent acheter des biens en « won spécial » (« tied won ») en utilisant des cartes locales de débit, qu'ils peuvent créditer avec leur monnaie étrangère à un taux de change bancaire officiel. Cette carte peut être utilisée dans de grands magasins comme le Pyongyang Department Store No. 1, ou bien dans les magasins situés dans les hôtels internationaux. Ce « won spécial » n'existe pas en billets de banque.
Dans les magasins et les marchés normaux, les produits sont étiquetés avec la devise du won normal (« untied won ») qui n'a pas de cours fixé comme pour le « won spécial » ; les billets de banque peuvent alors être utilisés. Par exemple, au marché de Tongil et au magasin de Kwangbok (le marché chinois), il existe des agents d'échange semi-officiels qui donnent des billets de banque, 10 000 Won pour un euro (2012) aux habitants et aux étrangers, donc presque 77 fois autant que le « won spécial » (« tied won »). Toutefois les prix dans les magasins normaux, en dehors du « won spécial » et des magasins d'État, sont basés sur le taux de change du « won normal » (« untied won »).

### Retrait de la convertibilité de 2,16 KPW pour 1 USD
Depuis 2001, le gouvernement nord-coréen a abandonné l'emblématique taux de 2,16 KPW pour 1 USD (ce qui semble avoir été décidé selon l'anniversaire de Kim Jong-il, le 16 février). Les banques dans le pays émettaient dans les années 2000 à des taux plus proches du marché noir.
À partir des ajustements de juillet 2002, et de la dévaluation qui a suivi en août 2002 la monnaie est passée de 2,1 KPW = 1 USD à 150 KPW = 1 USD puis à 700 KPW = 1 USD (s’alignant sur le marché noir).
En juin 2010, le taux de change officiel était de 129,559 KPW pour 1 USD. Cependant, la forte inflation a érodé la valeur du won nord-coréen. Un rapport de déserteurs de Corée du Nord affirme que sur le marché noir, le taux était 570 KPW pour 1 RMB (yuan chinois), soit 4000 KPW pour 1 USD) en juin 2009.

### Réévaluation de 2009
Le won a été réévalué en novembre 2009, pour la première fois en 50 ans,. Les autorités nord-coréennes ont donné sept jours aux habitants du pays pour échanger leurs billets de 1000 KPW pour des nouveaux billets de 10 KPW en limitant ces échanges à un maximum de 100 000 KPW par personne (d'une valeur d'environ 40 USD sur le marché noir). Par conséquent les nord-coréens possédant un capital supérieur à 100 000 KPW perdraient leurs économies. Des manifestations généralisées dans le pays ont permis d'augmenter cette limite à 150 000 KPW en cash et 300 000 KPW en épargne bancaire.

#### Causes de la réévaluation
La réévaluation, vue comme une initiative contre les activités des marchés privés, a fait disparaître l'épargne de nombreux nord-coréens, notamment issus de la classe moyenne. Les pauvres n’ont pas vu de changement car seule l’élite a accès à de la devise étrangère,. L'annonce a été faite auprès des ambassades étrangères, mais pas auprès des médias de l’État nord-coréen,. Les informations ont ensuite été transmises aux nord-coréens via les haut-parleurs présents dans les rues et le service de radio uniquement disponible dans le pays,.
Officiellement, cette opération a été initiée par le gouvernement nord-coréen pour contrôler l'inflation des prix, stabiliser la valeur du won, permettre de retrouver de la confiance grâce à une gestion centralisée pour juguler les inégalités engendrées,. L'État a cherché à se présenter comme prenant des mesures contre les individus corrompus au sein de ses propres institutions ainsi que contre les abus commis par les marchands.
Officieusement, l'objectif était de réduire l’influence de l’économie parallèle.

#### Conséquences de la réévaluation
Dans le cadre du processus, les anciens billets ont cessé d'avoir un cours légal le 30 novembre 2009, les nouveaux billets ont été distribués à partir du 7 décembre 2009. Cela signifie que les Nord-Coréens n'ont pas pu échanger d'argent pour acheter des biens ou services pendant une semaine. Entre le 30 novembre 2009 et le 7 décembre 2009 la plupart des magasins, des restaurants et des services de transport ont été fermés. Les seuls services qui sont restés ouverts ont été ceux qui ont continué de commercer exclusivement en monnaie étrangère destinés à l'élite politique et aux étrangers. La mesure avait amené les autorités nord-coréennes à craindre des troubles civils. L'agence de presse chinoise Xinhua a décrit les citoyens nord-coréens comme confrontés à une « panique collective ». Les bases militaires ont été mises en alerte et il y aurait eu des manifestations publiques (non confirmées) dans les rues dans de grandes villes et villes nord-coréennes ce qui aurait forcé les autorités à augmenter légèrement le montant des devises autorisées à être échangées. Des tas d'anciens billets ont également été incendiés dans différents endroits à travers le pays, les anciens billets ont été jetés dans un cours d'eau (en opposition aux lois sur la profanation des images de Kim Il-sung) et deux commerçants du marché noir ont été abattus par la police locale dans les rues de Pyongsong selon des rapports internationaux, à la suite du mécontentement des petits commerçants et entrepreneurs à proximité du marché de gros de cette ville. Les autorités ont menacé de « punition implacable » toute personne enfreignant les règles de convertibilité des devises.
Les photos des nouveaux billets ont été publiées le 4 décembre 2009, dans le Chosun Shinbo, un journal nord-coréen basé au Japon,. Le document fait apparaître la volonté d'affaiblir le marché privé (et l'économie de marché) pour renforcer le système socialiste du pays. Cependant, le won a chuté de 96% par rapport au dollar américain durant les jours qui ont suivi la réévaluation. Selon un rapport toutefois, la Corée du Nord aurait fait marche arrière sur certains aspects de la réévaluation à la suite d'une émeute de commerçants qui a conduit à douze exécutions. Les autorités auraient fini par relever la limite à 500 000 won. Le journal Chosun Shinbo a indiqué la promesse des autorités de ne pas mener d'enquête pour les épargnes de plus d'un million de won et des retraits illimités si ces épargnes sont dûment justifiées.
Cette réévaluation a créé un réel ressentiment du peuple.

#### Conséquences politiques
En février 2010, certaines des restrictions sur le marché libre ont été atténuées. Le régime ayant probablement pris conscience d’en avoir trop fait. Un haut fonctionnaire du parti a été licencié après des incidents.
Pak Nam-gi (ou Pak Nam Gi), le directeur du département des finances, responsable de la mise en œuvre de la réforme monétaire, a été limogé puis aurait été exécuté en 2010 après une décision prise par le Parti du travail,,.
Mun Il-Bong (ministre des finances de 2000 à 2008) aurait été tué en 2010 après la revalorisation du won en décembre 2009.
La Corée du Nord a démenti l’existence de graves crises économiques liées à la réévaluation.

## Pièces de monnaie

Pièce de 1 jŏn sans étoiles.
Pièce de 1 jŏn avec une étoile.
Pièce de 1 jŏn avec deux étoiles.